# Przygody
Przygody – wieś w Polsce położona w województwie mazowieckim, w powiecie siedleckim, w gminie Suchożebry. Ma status sołectwa.
W 1827 wieś liczyła 28 domów i 186 mieszkańców, a w 1888 było już 30 domów i 281 mieszkańców.
W latach 1975–1998 miejscowość administracyjnie należała do województwa siedleckiego.
Wierni Kościoła rzymskokatolickiego należą do parafii św. Marii Magdaleny w Suchożebrach.